# Agnaldo Timóteo
Agnaldo Timóteo Pereira (Caratinga, 16 de outubro de 1936 — Rio de Janeiro, 3 de abril de 2021) foi um cantor, compositor, escritor e político brasileiro.
Passou toda a sua infância em sua terra natal, Caratinga. Desde pequeno se interessou por música e se apresentava nos circos que passavam pela cidade. Foi lá onde ele conheceu o cartunista Ziraldo, seu conterrâneo.
Iniciou sua carreira como intérprete de versões de sucessos internacionais. Teve grande popularidade nas décadas de 1960 e 1970, foi recordista de vendas de discos e foi agraciado com vários prêmios ao longo de sua carreira.

## Carreira musical

### Década de 1950
Aos dezesseis de idade, saiu de Caratinga e foi para Governador Valadares, no mesmo estado, e iniciou seu trabalho como torneiro mecânico, fabricando peças para veículos que eram usados nas construções de estradas e rodovia. Lá trabalhou na oficina de italianos “Lambertucci Retifica”, no Bairro Prado, que era vizinha de uma casa onde se ouvia muita música. Agnaldo largava o trabalho para ouvir "Adeus, Querido", sucesso da cantora Angela Maria.
Os anos cinquenta foram marcados pelas viagens em busca de oportunidades para gravar e cantar. Mudou-se para Belo Horizonte, onde obteve certo êxito, embora fosse reconhecido pelas rádios da cidade como o "Cauby mineiro". Era chamado para "defender" as canções do niteroiense e até se fazer passar por ele, pois o mesmo viajava muito e não podia comparecer a todos os convites e compromissos, ele era chamado para imitá-lo nas rádios.
Com a ajuda de Aldair Pinto cantou nas rádios Inconfidência, Itatiaia, Mineira e Guarani. Teve a oportunidade de conhecer Angela Maria em um show que ela realizou em Belo Horizonte e ela deu-lhe o conselho para ir para o Rio de Janeiro, onde, provavelmente, teria mais chances e oportunidades.

### Década de 1960
Programas de Rádio
No Rio de Janeiro, passou por hospedarias e casas de parentes, passando pelo Lins de Vasconcelos, onde conheceu o cantor Roberto Carlos, que na época havia buscado a capital pelo sonho de virar cantor. Agnaldo revelou em um programa de televisão que eles costumavam ir a pé do Lins à Cinelândia para as rádios Nacional e Mayrink Veiga em busca de oportunidades, pois não tinham dinheiro sequer para pagar o bonde.[carece de fontes?]
Em 1961, foi trazido por Cauby Peixoto ao Rio de Janeiro percorrendo gravadoras e rádios.
Neste período, não encontrando as oportunidades que buscava, pediu trabalho para Angela Maria, que tinha um automóvel e não sabia dirigir. Em 1961, indicado pela sua patroa, aconteceu sua estreia em disco: um 78 rotações com “Sábado no Morro” e “Cruel Solidão”, para o selo Caravelle, onde gravou também no ano seguinte a marcha “Na Base do Amendoim”. Nada aconteceu.
Em 1964, pela Philips, gravou o compacto duplo “Tortura de Amor” de Waldick Soriano, um trabalho mais bem elaborado e fiel ao seu estilo romântico. A gravadora, no entanto, não acreditou no sucesso e as 180 cópias foram vendidas de mão em mão pelo próprio artista. No final daquele ano sua carreira estava estagnada. Carlos Imperial aproveitou sua coluna na Revista do Rádio para lamentar a falta de oportunidades a Timóteo.
Rio Hit Parade - 1965
O programa realizado por Jair de Taumaturgo na TV Rio, teve Agnaldo Timóteo como o "defensor" da balada "The house of the rising sun", sucesso do grupo britânico The Animals. Agnaldo ganhou todos os prêmios do programa e arrebatou o público jovem, sendo contratado, imediatamente, pela EMI-Odeon, onde teve a oportunidade de gravar seus primeiros discos. O LP "Surge um Astro", um disco de versões de sucessos internacionais lançado naquele ano, foi sucesso de vendas do mercado fonográfico daquele ano. Emplacou sucessos como "A Casa de Irene" (A Casa D'Irene), "A Casa do Sol Nascente" (The House Of The Rising Sun), "É Tão Triste Veneza" (Que C'est Triste Venise), mas o hit ficou como "Mamãe" (La Mamma). O cantor participou de muitos programas da juventude, principalmente o Jovem Guarda, embora fosse mais velho que a média dos outros participantes.
Em 1966, lançou "O Astro do Sucesso", que seguia o mesmo roteiro de sucesso do primeiro, era composto por versões de sucessos internacionais que estavam fazendo sucesso. As músicas de maior destaque foram "Último Telefonema" (L'ultima Telefonata), "Não Te Amo Mais" (Je Ne T'Aime Plus) e "Aline", estas últimas sucesso do jovem francês Christophe.
Meu Grito - 1967
Em 1967, lançou o álbum "Obrigado Querida", emplacando como Hit daquele ano a canção "Meu Grito" (de Roberto Carlos), ficando em primeiro lugar em todas as gravadoras do país. O disco veio ainda com dois grandes sucessos da sua carreira: "Mamãe Estou Tão Feliz" (Mamma) e "Os Verdes Campos da Minha Terra" (Green Green Grass Of Home). Segundo o cantor, "Meu Grito" consolidou a sua carreira, que precisava de uma música própria e original, diferente das versões que recebia para gravar. O disco de 1968 veio com "Deixe-me outro dia, menos hoje" (de Roberto Carlos e Erasmo Carlos), mas esta não estourou como a primeira, obtendo apenas sucesso com "A Hora do Amor" (L'ora Dell'amore).
O LP de 1969 não teve muito destaque, trazendo apenas "Eu Vou Sair Para Buscar Você" (de Nelson Ned) como sucesso. Em 1970 tentou carreira no mercado latino, com versões de sucessos seus, de Cauby Peixoto e Nelson Gonçalves, mas também não disparou. Lançou neste meio tempo regravações de hits de outros artistas como "These Are The Songs" (de Tim Maia). O LP "Agnaldo Timóteo Sempre Sucesso" também não foi de grande sucesso, embora estivesse como um dos mais vendidos daquele ano.
Em 1972, com o álbum "Os Brutos Também Amam", Agnaldo Timóteo mostrou que seguiria a linha dos românticos, cada vez menos falando a linguagem dos jovens. Este disco mostrou o amadurecimento musical do artista, que vinha contando seus sentimentos e desastres amorosos através de músicas inéditas. O maior sucesso foi "Os Brutos Também Amam", da dupla Roberto e Erasmo. A capa deste disco trazia um desenho seu com dois leões de fundo, fato que fez o apresentador Silvio Santos colocar o cantor para cantar ao vivo em uma jaula ao lado de um leão.
O próximo disco traria outro sucesso inédito da dupla “Frustrações”, que deu o título do seu álbum de 1973. A capa deste também foi emblemática, pois trazia o cantor no gramado de um Maracanã vazio, para demonstrar tamanha solidão. Segundo ele próprio, o estádio foi um símbolo de uma grande frustração sua – o futebol. Botafoguense de carteirinha, ele nunca foi bom no esporte. O disco trazia outros sucessos também como “Adeus Pampa Mia” e “Cedo Para Amar”, levando o cantor várias vezes no mesmo ano para receber prêmios no Programa do Chacrinha.

### Década de 1970
A Galeria do Amor – 1975

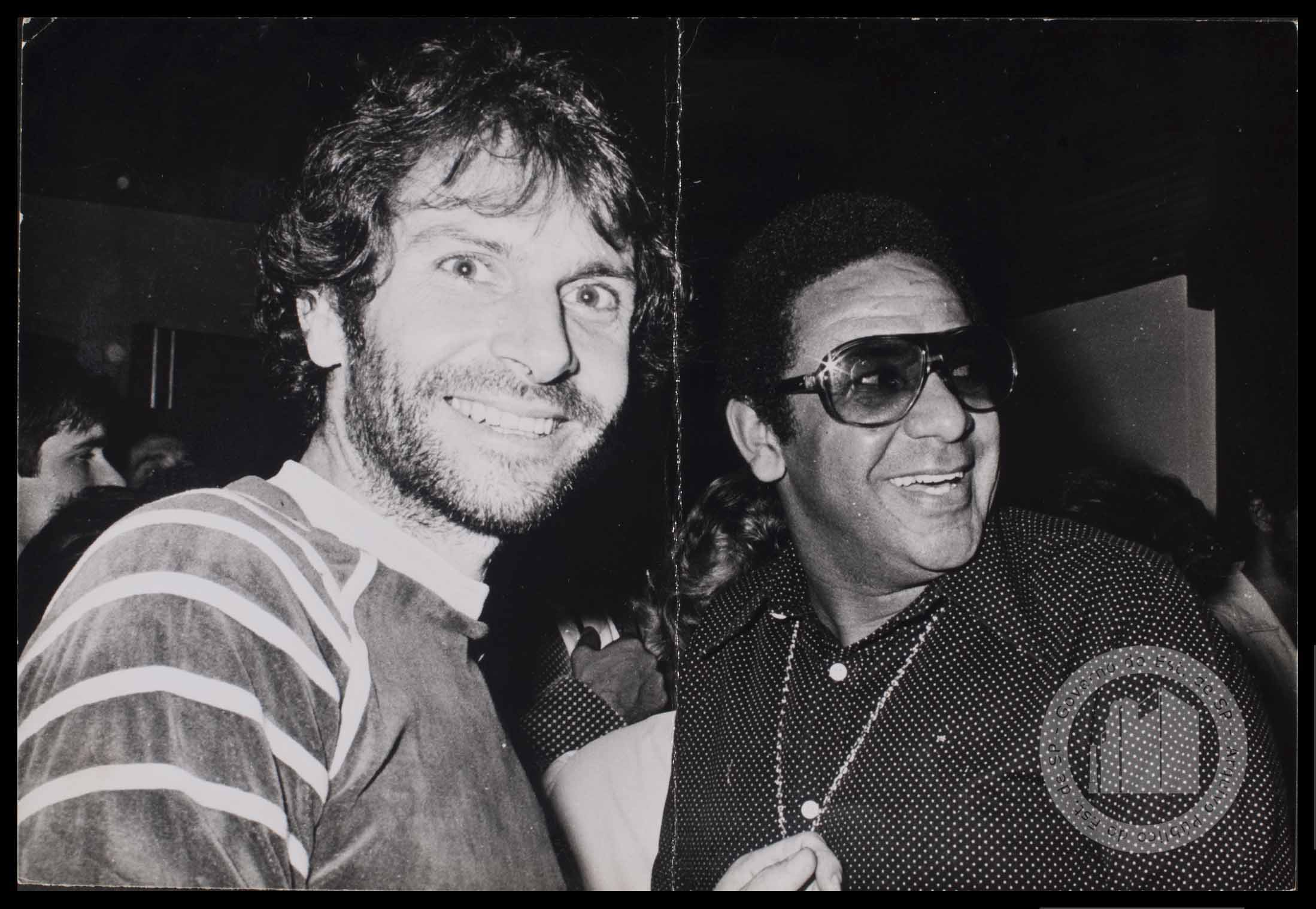
Com o escritor Antônio Bivar, na década de 1970.

Agnaldo Timóteo lançou a primeira composição própria – A Galeria do Amor. "A Galeria do Amor", segundo Nelson Motta foi uma música de grande valor na música brasileira e foi uma das grandes contribuições da música chamada Brega. O disco contou inclusive com uma canção do jornalista em parceria com Guto Graça Melo "Enigma de uma vida", além de "Quero ser seu amigo" de Benito di Paula, ambas inéditas, além da regravação de "A noiva", versão de Fred Jorge, sucesso de Cauby.
Em 1978, “Eu Pecador” foi outra mensagem de duplo-sentido deixada pelo cantor em seu disco. Entretanto, desta vez, o cantor deixou a sua outra visão sobre os romances de que tratava, afirmando que eles eram o seu “pecado”. O álbum contou com a sua primeira tentativa de incursão no grupo da MPB, a gravação de “Por Causa de Você” (de Dolores Duran e Tom Jobim).
Depois do sucesso de “A Galeria do Amor”, Agnaldo voltou ao tema da vida noturna no Rio de Janeiro. Em 1977 fez o seu disco de maior sucesso “Perdido na Noite”, com a canção de trabalho assinada por si mesmo, além de outras composições: “Aventureiros” e “O Conquistador” (esta com Wagner Montanheiro e Miguel Plopschi). O álbum teve “Tristeza Danada” (de seu irmão Majó) como segundo destaque. Provavelmente foi sua primeira tentativa de incursão para o grupo de cantores da MPB, pois neste álbum esteve presente “Olhos nos Olhos” (de Chico Buarque), sendo lançada simultaneamente por ele, pelo compositor e por Maria Bethânia.

### Década de 1980
Publicou em 1983 o livro Alô, mamãe - o garoto de Caratinga. Escrito em tom autobiográfico, a obra exalta as origens humildes do artista e o título faz referência ao seu discurso de posse na Câmara dos Deputados anos antes.
Em 1984, a Escola de Samba Imperatriz Leopoldinense teve o enredo intitulado "Alô Mamãe". O enredo foi inspirado no primeiro discurso de posse do cantor como Deputado Federal pelo Rio de Janeiro. Agnaldo Timóteo veio na alegoria da comissão de frente. Foi o primeiro desfile das escolas de samba do Rio no Sambódromo, a Imperatriz ficou na 4ª colocação nas escolas do Grupo Especial.

### Década de 2010
Em 2011, lançou "A Força da Mulher", álbum que reunia 14 faixas com nomes de mulher, dando voz a sucessos como “Michelle”, dos Beatles, “Manuela”, de Julio Iglesias e “Mulher (Sexo Frágil)” de Erasmo Carlos e dedicou o trabalho à então presidente da república Dilma Rousseff. Em 2012 concorreu ao Prêmio da Música Brasileira, na categoria melhor cantor popular pelo álbum e gravou no mesmo um DVD com mesmo nome, saindo em turnê.
Realizou participação especial no show Duas Gerações da dupla Matogrosso & Mathias gravado ao vivo em 2014, cantando o sucesso "24 horas de amor".

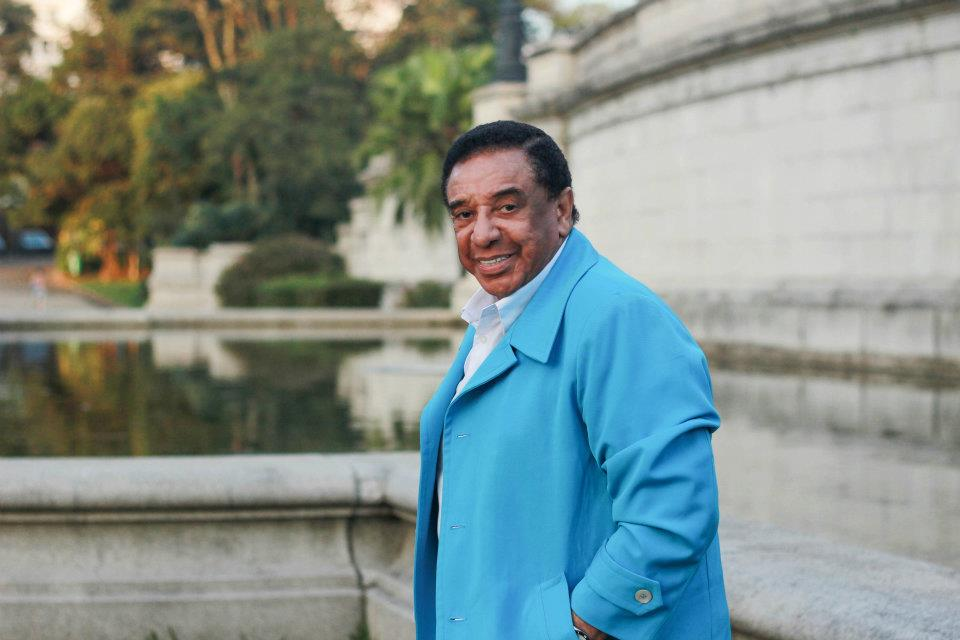
Agnaldo Timóteo posa para foto antes do ensaio para show comemorativo dos seus 50 anos de carreira em São Paulo

Em 2015, lançou o álbum (DVD + CD) Agnaldo Timóteo 50 Anos na Estrada Asfaltada (Ao Vivo), lançado em parceria da Coqueiro Verde com o Canal Brasil. O show foi gravado um ano antes no Teatro São Pedro (SP), onde o artista celebrou sua carreira cantando sucessos com participações especiais de Alcione, Angela Maria, Cauby Peixoto, Claudete Soares e Martinha. No mesmo ano participou do projeto "MPB na ABL" (comemorando a música romântica nos 450 anos da cidade do Rio) ao lado do cantor Luiz Vieira, a convite de Ricardo Cravo Albin para um bate-papo intercalado com apresentações musicais.
Escreveu o prefácio do livro "Mensagens para a Vovó" de autoria de Antonio Marcos Pires e junto com o autor participou da Bienal do Livro SP 2016 autografando este livro.
Lançou no início de 2017 o álbum "Obrigado, Cauby" em tributo ao cantor falecido no ano anterior. Agnaldo perpassa vários sucessos da carreira do ídolo, tais como "Conceição" (em dueto póstumo com o homenageado), "Bastidores" e "Ninguém é de ninguém". O cantor saiu em turnê pelo país com show homônimo. No mesmo ano foi lançado nos cinemas o documentário "Eu, Pecador", retratando a vida musical, pessoal e política do artista.

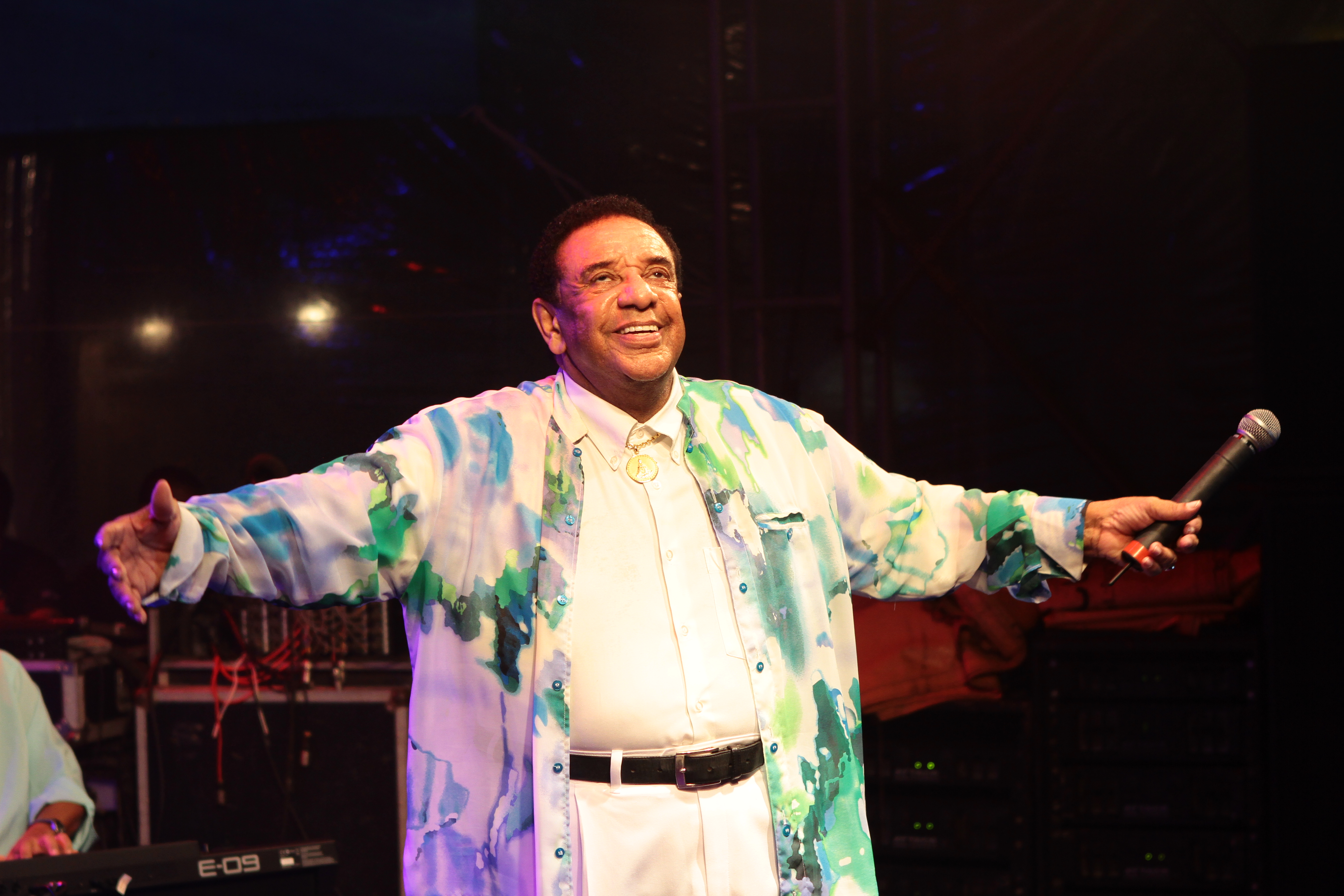
Agnaldo Timóteo durante apresentação

Em 2018, gravou o álbum Reverências, ao vivo no Teatro Itália (SP), em que presta tributo a ídolos e artistas do seu tempo que influenciaram sua obra como Elis Regina, Gonzaguinha e Tim Maia. No mesmo ano grava um show para o programa Todas as Bossas da TV Brasil apresentando seus recentes trabalhos e participa de álbuns coletivos em homenagem a outros artistas, tais como Luiz Vieira e Martinha, as apresentações musicais foram registradas em disco. Também participou ao lado de grandes artistas nacionais do projeto especial em homenagem ao centenário da cantora Dalva de Oliveira e saiu em turnê na companhia de Claudete Soares, Eliane Pittman e Márcio Gomes com pelo país para a divulgação do trabalho. Junto destes artistas gravou um especial em 2019 em tributo à Dalva que foi transmitido pela TV Brasil no programa Todas as Bossas.
No ano de 2019, o cantor sofreu um AVC quando se preparava para uma apresentação no interior da Bahia. O cantor ficou hospitalizado por 59 dias e ao longo do ano foi recuperando sua saúde; retornou aos palcos em dezembro do mesmo ano no show em homenagem a Jovem Guarda, denominado "60a festa de Arromba - Nos tempos da Jovem Guarda". Seu grande retorno se deu no programa Conversa com Bial, onde conversou sobre sua vida e carreira com o apresentador e interpretou alguns sucessos. No ano de 2020 lançou a música "O Escudo", uma releitura da música de mesmo nome do grupo Voz da verdade, rapidamente se tornou sucesso de público e crítica alcançado a marca de segunda música mais visualizada no YouTube de suas obras originais, no mesmo ano Agnaldo veio a compor e gravar sua ultima música original chamada Deus Cuida de Nós (A Epidemia) que se trata de uma prece a Deus para que nos livra-se do mal da COVID-19 que infelizmente veio o levar a óbito no ano seguinte.

## Discografia
| Ano  | Título                                                   | Mídia          | Gravadora                            | Nota |
| ---- | -------------------------------------------------------- | -------------- | ------------------------------------ | --- |
| 1964 | Sábado no morro/ Cruel solidão                           | 78 RPM         | Caravelle                            | |
| 1964 | Tortura de Amor                                          | Compacto Duplo | Phillips                             | |
| 1965 | Surge um astro                                           | Long-Play      | Odeon                                | |
| 1966 | O astro do sucesso                                       | Long-Play      | Odeon                                | |
| 1967 | O sucesso é o astro                                      | Long-Play      | Odeon                                | |
| 1968 | Obrigado, querida                                        | Long-Play      | Odeon                                | |
| 1968 | Song by Brazilian International Famous Agnaldo Timóteo   | Long-Play      | EMI-Odeon (Internacional)            | |
| 1969 | Comanda o sucesso                                        | Long-Play      | Odeon                                | |
| 1970 | O intérprete                                             | Long-Play      | Odeon                                | |
| 1971 | Sempre sucesso                                           | Long-Play      | Odeon                                | |
| 1971 | Canta en Castellaño                                      | Long-Play      | EMI-Odeon (Internacional)            | |
| 1972 | Os brutos também amam                                    | Long-Play      | Odeon                                | |
| 1973 | Frustrações                                              | Long-Play      | Odeon                                | |
| 1974 | Encontro de gerações                                     | Long-Play      | Odeon                                | |
| 1974 | The Good Voice of Brazil                                 | Long-Play      | EMI-Odeon (Internacional)            | |
| 1975 | Galeria do amor                                          | Long-Play      | Odeon                                | |
| 1975 | Sucessos de Ouro                                         | Long-Play      | Coronado/ EMI-Odeon                  | |
| 1976 | Perdido na noite                                         | Long-Play      | Odeon                                | |
| 1976 | Te amo cada vez mais                                     | Long-Play      | EMI-Odeon                            | |
| 1976 | Sucessos de Ouro Vol. 2                                  | Long-Play      | Coronado/ EMI-Odeon                  | |
| 1977 | Eu pecador                                               | Long-Play      | EMI-Odeon                            | |
| 1979 | Deixe-me viver                                           | Long-Play      | EMI-Odeon                            | |
| 1979 | Angela & Agnaldo, Juntos                                 | Long-Play      | EMI-Odeon                            | Álbum lançado em parceria com a cantora Angela Maria. |
| 1980 | Companheiros                                             | Long-Play      | EMI-Odeon                            | participação especial de Fagner ("Ressurreição"). |
| 1981 | Agnaldo Timóteo & Carmen Costa - Na Galeria do Amor      | Long-Play      | EMI-Odeon                            | registro ao vivo de show realizado no Teatro João Caetano em parceria com a cantora Carmen Costa. |
| 1981 | Sonhar contigo                                           | Long-Play      | EMI-Odeon                            | |
| 1983 | Eu agradeço                                              | Long-Play      | EMI-Odeon                            | participação especial de Tetê Espíndola na faixa "Foi por amor" |
| 1983 | Alô, mamãe, eu te amo                                    | Long-Play      | Som Livre                            | |
| 1985 | Descobrimos nossas cores                                 | Long-Play      | Coronado/ EMI-Odeon                  | participação especial de Nana Caymmi na faixa "Canção de Ninar Neném" |
| 1986 | Presente de Deus                                         | Long-Play      | 3M                                   | |
| 1987 | ... Ontem, hoje e sempre                                 | Long-Play      | 3M                                   | |
| 1989 | Presente                                                 | Long-Play      | Continental                          | |
| 1992 | Uma palavra só... Perdão                                 | Long-Play      | Musicolor/ Continental               | |
| 1994 | Meus momentos                                            | CD             | EMI Music                            | |
| 1995 | Obrigado, mãe                                            | CD             | Globo/ Columbia                      | Participações especiais da cantora Angela Maria nas faixas "Obrigado Mãe", "Mamãe" e "Mãezinha Querida" e de Gracindo Júnior recitando poema na faixa "Dia das Mães".                                                                                   |
| 1996 | Revivendo os grandes sucessos de Agnaldo Timóteo         | CD             | Globo/ Columbia                      | |
| 1997 | Ao Nelson com carinho                                    | CD             | Globo/ Columbia                      | |
| 1997 | Meus momentos vol.2                                      | CD             | EMI Music                            | |
| 1998 | Em nome do amor - Agnaldo Timóteo canta Roberto Carlos   | CD             | Sony Music                           | |
| 1999 | Angela & Agnaldo - Sucesso sempre!                       | CD             | Sony Music                           | álbum lançado com a cantora Angela Maria, inclui participações especiais de Fábio Jr. ("Alma Gêmea"), Chitãozinho & Xororó ("Índia"), Fagner ("Deslizes") e Cauby Peixoto ("Ninguém é de ninguém/ A noiva").                                            |
| 2000 | Meus momentos                                            | CD             | independente                         | |
| 2002 | Feitiço do Rio                                           | CD             | independente                         | |
| 2003 | Muito prazer, com carinho                                | CD             | independente                         | |
| 2003 | Os verdes campos da minha terra                          | CD             | Futura Records                       | |
| 2006 | Em sertanejo                                             | CD             | independente                         | |
| 2007 | Rio, Post Card of Brazil                                 | CD             | Astral Music                         | |
| 2008 | Agnaldo Timóteo en Español                               | CD             | independente                         | |
| 2008 | Agnaldo Timóteo - Programa Ensaio                        | DVD            | VZ Multimídia                        | registro da participação do cantor no programa Ensaio da TV Cultura, sob a direção de Fernando Faro |
| 2010 | Agnaldo Timóteo Sempre                                   | CD             | Som Livre                            | |
| 2010 | Obrigado São Paulo Obrigado Brasil                       | CD             | Som Livre                            | |
| 2010 | Amor Proibido (Best Of)                                  | CD             | EMI Music                            | |
| 2011 | A força da mulher                                        | CD             | Edições Musicais 2001                | Participações especiais de Cauby Peixoto ("Conceição") e Dominguinhos ("Laura") |
| 2012 | A força da mulher (ao vivo)                              | DVD            | Edições Musicais 2001                | registro de show no Teatro do Sesc Santana, São Paulo, com participação especial de Cauby Peixoto. |
| 2012 | Minha oração                                             | CD             | Edições Musicais 2001                | |
| 2012 | Agnaldo Timóteo Anos 70 vol.1                            | BOX (6 CDs)    | Discobertas                          | Produzido por Marcelo Froés, este box reúne os álbuns "O intérprete", "Canta en Castellaño", "Sempre Sucesso", "Os brutos também amam", "Frustrações" e "Encontro de Gerações", lançados entre 1970-1974 em LP e agora em formato de CD.                |
| 2012 | Agnaldo Timóteo Anos 70 vol.2                            | BOX (6 CDs)    | Discobertas                          | Produzido por Marcelo Froés, este box reúne os álbuns "Galeria do amor", "Perdido na noite", "Eu pecador", "Te amo cada vez mais", "Deixe-me viver" e "Agnaldo Timóteo & Angela Maria Juntos", lançados entre 1975-1978 em LP e agora em formato de CD. |
| 2013 | Recuerdos de Mi Juventud                                 | CD             | Atração                              | |
| 2015 | Agnaldo Timóteo - 50 anos na estrada asfaltada (ao vivo) | DVD + CD       | Coqueiro Verde Records/ Canal Brasil | registro de show no Teatro São Pedro, São Paulo. |
| 2015 | La Historia Es Viva                                      | CD             | Radar Records                        | álbum cantado em espanhol lançado postumamente com Nelson Ned. |
| 2017 | Obrigado, Cauby                                          | CD             | Som Livre                            | |
| 2018 | Reverências (ao vivo)                                    | CD             | Nova Estação                         | registro de show no Teatro Itália, São Paulo, participação especial de Roberto Luna ("Castigo") |
| 2018 | A Nossa Seleção É Animal                                 | Single         | Sel Music                            | |
| 2019 | E a vida continua                                        | CD             | Nova Estação                         | |
| 2019 | Presente de Deus (Ao Vivo)                               | Single         | Discobertas                          | |
| 2020 | De Volta ao Sucesso                                      | EP             | Radar Records                        | |
| 2020 | O Escudo                                                 | Single         | IO Music and Vídeo                   | |
| 2020 | Deus Cuida de Nós (A Epidemia)                           | Single         | IO Music and Vídeo                   | Ultima música inédita gravada em vida por Agnaldo Timóteo |
| 2022 | Agnaldos em Oração                                       | CD             | Radar Records                        | Álbum compilado dos dois Agnaldos, o Timóteo e o Rayol, com temas religiosos de ambos. |

## Filmografia

### Cinema/Documentário
| Ano  | Título                           | Diretor        | Nota                 |
| ---- | -------------------------------- | -------------- | -------------------- |
| 1988 | Abolição                         | Zózimo Bulbul  | Embrafilme           |
| 2009 | Alô, Alô, Terezinha!             | Nelson Hoineff | Comalt               |
| 2012 | Vou Rifar Meu Coração            | Ana Rieper     | Vitrine Filmes       |
| 2013 | Cauby - Começaria tudo outra vez | Nelson Hoineff | Comalt               |
| 2017 | Eu, Pecador                      | Nelson Hoineff | Comalt/ Canal Brasil |

## Na televisão
Agnaldo participou da terceira edição do reality show Casa dos Artistas, em 2002, no SBT.

## Na política
Agnaldo Timóteo foi eleito duas vezes deputado federal pelo Rio de Janeiro e vereador das cidades do Rio de Janeiro e São Paulo. Segundo o jornalista Antero Luiz Martins Cunha, até sua primeira incursão na política em 1982, Agnaldo Timóteo só havia se manifestado sobre o tema uma única vez, quando declarou apoio ao golpe militar de 1964. Isso não o impediu participar do show de comemoração do aniversário de 84 anos do líder comunista Luiz Carlos Prestes quase dezoito anos depois.

### Deputado Federal
Em 1982 Timóteo ingressou no recém-fundado PDT, apoiado pelo seu líder Leonel Brizola. Em maio daquele ano anunciou durante uma entrevista ao programa O Povo na TV sua candidatura a deputado federal pelo Rio de Janeiro. Sua campanha foi planejada para ser realizada com grandes showmícios no "Brizolão", caminhão de campanha idealizado por Darcy Ribeiro.  Aproveitando a superexposição causada pela candidatura, a gravadora Odeon relançou cinco discos de Timóteo, embora corressem boatos no Rio que algumas rádios haviam iniciado um boicote às suas músicas por conta da candidatura.
A candidatura foi lançada na convenção estadual do PDT em 7 de agosto de 1982, ao lado de Brizola, candidato a governador do Rio de Janeiro. Sua campanha atraiu grande atenção da imprensa e do eleitorado, que disputava autógrafos em seus santinhos fartamente distribuídos pelo Rio. Apesar de sua grande popularidade, o PDT subestimou sua votação nas suas pesquisas internas (onde Timóteo sequer aparecia entre os mais votados). Mesmo em pesquisas oficiais, como a do IBATE feita em setembro, colocavam Timóteo em um modesto 46º lugar. O jornalista e candidato Sebastião Nery, no entanto, especulava uma vitória de Timóteo, chegando à frente do candidato do PMDB Jorge Leite.
Apesar das projeções, Timóteo deu declarações afirmando que seria o candidato mais votado do Rio de Janeiro.Sua plataforma política divulgada era baseada na defesa dos direitos dos artistas e da população pobre. Durante a campanha eleitoral, Timóteo foi preso duas vezes: em 15 de setembro, junto com o candidato Ajuricaba Monassa enquanto aplicavam cartazes lambe-lambe nos arredores do porto do Rio e em 5 de novembro quando foi por ter desacatado policiais militares em Niterói, após ter sido multado por estacionar seu automóvel chamado “papa-voto” em local proibido.
Nas Eleições estaduais no Rio de 15 de novembro de 1982 Timóteo foi eleito deputado federal. Com 503 455 votos, tornou-se o candidato mais votado do estado do Rio de Janeiro. Sua votação recorde fez com que pleiteasse, sem sucesso, a secretária de obras do Rio de Janeiro a Brizola.
Em 1985, Timóteo foi o único deputado do PDT que votou a favor da candidatura de Paulo Maluf para presidência da república. Após isso, ele foi imediatamente expulso do PDT e se juntou ao Partido Democrático Social (PDS).

### Desempenho eleitoral
| Ano  | Eleição                     | Cargo            | Partido | Votos   | Posição | Resultado             |
| ---- | --------------------------- | ---------------- | ------- | ------- | ------- | --------------------- |
| 1982 | Estadual do Rio de Janeiro  | Deputado Federal | PDT     | 503 455 | —       | Eleito                |
| 1986 | Estadual do Rio de Janeiro  | Governador       | PDS     | 109 488 | 5º/7º   | Não eleito            |
| 1994 | Estadual do Rio de Janeiro  | Deputado Federal | PPR     |         | —       | Não eleito (Suplente) |
| 1996 | Municipal do Rio de Janeiro | Vereador         | PPB     |         | —       | Eleito                |
| 2000 | Municipal do Rio de Janeiro | Vereador         | PPB     |         | —       | Não eleito            |
| 2004 | Municipal de São Paulo      | Vereador         | PP      | 37 336  | —       | Eleito                |
| 2008 | Municipal de São Paulo      | Vereador         | PP      | 26 180  | —       | Eleito                |
| 2010 | Estadual de São Paulo       | Deputado Federal | PR      | 25 174  | —       | Não eleito            |
| 2012 | Municipal de São Paulo      | Vereador         | PR      | 12 009  | —       | Não eleito            |
| 2014 | Estadual do Rio de Janeiro  | Deputado Federal | PR      | 18 839  | —       | Não eleito            |
| 2016 | Municipal do Rio de Janeiro | Vereador         | PMDB    | 4 821   | —       | Não eleito            |

## Vida pessoal
Desde o início de sua carreira, Timóteo conviveu com especulações sobre sua Orientação sexual. Em entrevista ao O Pasquim em 1972, quando questionado, Timóteo declarou que não era homossexual. Em 1980 o jornal Luta Democrática divulgou que a canção Grito de Alerta foi composta por Timóteo para um jovem com o qual mantinha um relacionamento. Na mesma época, o apresentador Chacrinha anunciava Timóteo em seus programas como "o homem que tem o sexo na voz".
Em 2011, durante sua participação no programa "Super Pop", apresentado por Luciana Gimenez, Timóteo enfrentou um momento constrangedor ao ser questionado sobre sua sexualidade. O apresentador Felipeh Campos insinuou que o artista era homossexual, o que provocou uma reação emocional de Agnaldo. Visivelmente incomodado, o cantor se defendeu, afirmando que não era gay e expressando sua indignação com a forma como o assunto foi abordado. Sua resposta sincera e emotiva capturou a atenção do público e gerou repercussão na mídia, levantando discussões sobre o respeito à sexualidade e a maneira como esses temas são tratados na televisão.
Em 2017, aos 81 anos, Agnaldo Timóteo assumiu pela primeira vez, no documentário “Eu, pecador”, de Nelson Hoineff, já haver tido relações com outros homens. Porém, optava por não definir a sua sexualidade. Numa entrevista o cantor foi casado duas vezes entre esses casamentos foi casado com a cantora e vedete Watusi com quem teve uma filha Elizabeth que morreu aos oito anos vitima de leucemia depois o cantor teve quatro filhos adotivos: Márcio, Marcelo, Cícero e Keith Evelyn.

## Morte
Após dezessete dias internado na unidade de terapia intensiva do Hospital Casa São Bernardo, na Zona Oeste do Rio de Janeiro, morreu em 3 de abril de 2021, aos 84 anos, de complicações decorrentes da COVID-19. Foi sepultado no Cemitério Parque Jardim da Saudade Sulacap no Rio de Janeiro.
Antes de morrer, Timóteo compôs sua última música intitulada Deus cuida de nós (A Epidemia), relatando a preocupação com a pandemia do coronavírus.
Duas semanas antes de ser internado começou a gravar um álbum em homenagem à cantora Angela Maria. O cantor gravou sete faixas, incluindo os clássicos Não tenho você, Fósforo queimado e Encantamento. As faixas não foram lançadas após a sua morte.
Seu último evento público foi no Cristo Redentor onde fez uma live beneficente no dia 20 de janeiro, dia de São Sebastião, padroeiro da cidade do Rio. Ele cantou seus maiores sucessos e canções religiosas como Jesus Cristo e Nossa Senhora de Roberto Carlos.

## Homenagens
A notícia do falecimento de Agnaldo Timóteo gerou inúmeras homenagens e notas de pesar de cantores e políticos. O cantor Caetano Veloso postou em suas redes sociais uma foto da capa do LP Galeria do Amor, exaltou o álbum do cantor e relatou que a morte de Agnaldo Timóteo pela COVID-19 o fez chorar. Roberto Carlos postou em suas redes sociais uma foto dos dois na época da Jovem Guarda e relatou profundo sentimento pelo falecimento do artista e disse que o conhecia antes mesmo da própria Jovem Guarda. Erasmo Carlos relatou em suas redes sociais que teve o privilégio de ter suas composições gravadas muitas vezes por Agnaldo Timóteo que, inclusive havia dedicado um LP completo à dupla Roberto e Erasmo.
Quatro dias após o falecimento do cantor, foi aprovada na Câmara dos Vereadores da cidade do Rio de Janeiro a Lei nº 6849/2021, de autoria do vereador Cesar Maia (DEM), que denomina o Calçadão em frente ao Estádio Nilton Santos como Calçadão Agnaldo Timóteo. O estádio, mais conhecido como Engenhão, pertence à Prefeitura do Rio de Janeiro e está cedido com concessão ao Botafogo, seu time do coração.
No dia 16 de outubro de 2021, quando o artista completaria 85 anos de idade, foi inaugurada a placa que traz uma imagem do artista vestido com a camisa do Botafogo. Estiveram presentes políticos, dentre eles o prefeito Eduardo Paes, amigos e familiares do artista.